# Jiří Švenger
Jiří Švenger (28. listopadu 1923 Čáslav – ?) byl česko-židovský palubní radiotelegrafista 311. československé bombardovací perutě.

## Život

### Před druhou světovou válkou
Jiří Švenger se narodil 28. listopadu 1923 v Čáslavi v židovské rodině majitele hostince a restaurace Rudolfa Schwengera a Emilie, rozené Geiger, původem z Močovic.

### Druhá světová válka
Po německé okupaci byl patnáctiletý Jiří Švenger odeslán do Spojeného království. Zde se seznámil s židovským knihkupcem Lewisem Simmondsem, který jej začal podporovat a pomohl mu vstoupit do Royal Air Force. Zde poté po patřičném výcviku působil jako palubní radiotelegrafista u 311. československé bombardovací perutě.

### Po druhé světové válce
Až po skončení druhé světové války a návratu do Československa se Jiří Švenger dozvěděl, že jeho rodiče a bratr Kurt se staly obětí holokaustu. Otec Rudolf Schwenger byl 28. dubna 1942 odtransportován z Terezína do Zamośće, kde zahynul, matka Emilie společně s bratrem Kurtem pak 1. září do estonského Raasiku, kde rovněž oba zahynuli. Pokusil se obnovit chod rodinného obchodu, ale byl neúspěšný a proto odcestoval opět do Spojeného království, v roce 1952 pak do Austrálie. Zde získal zaměstnání v obchodě a žil v Melbourne.